# Hirschlauf

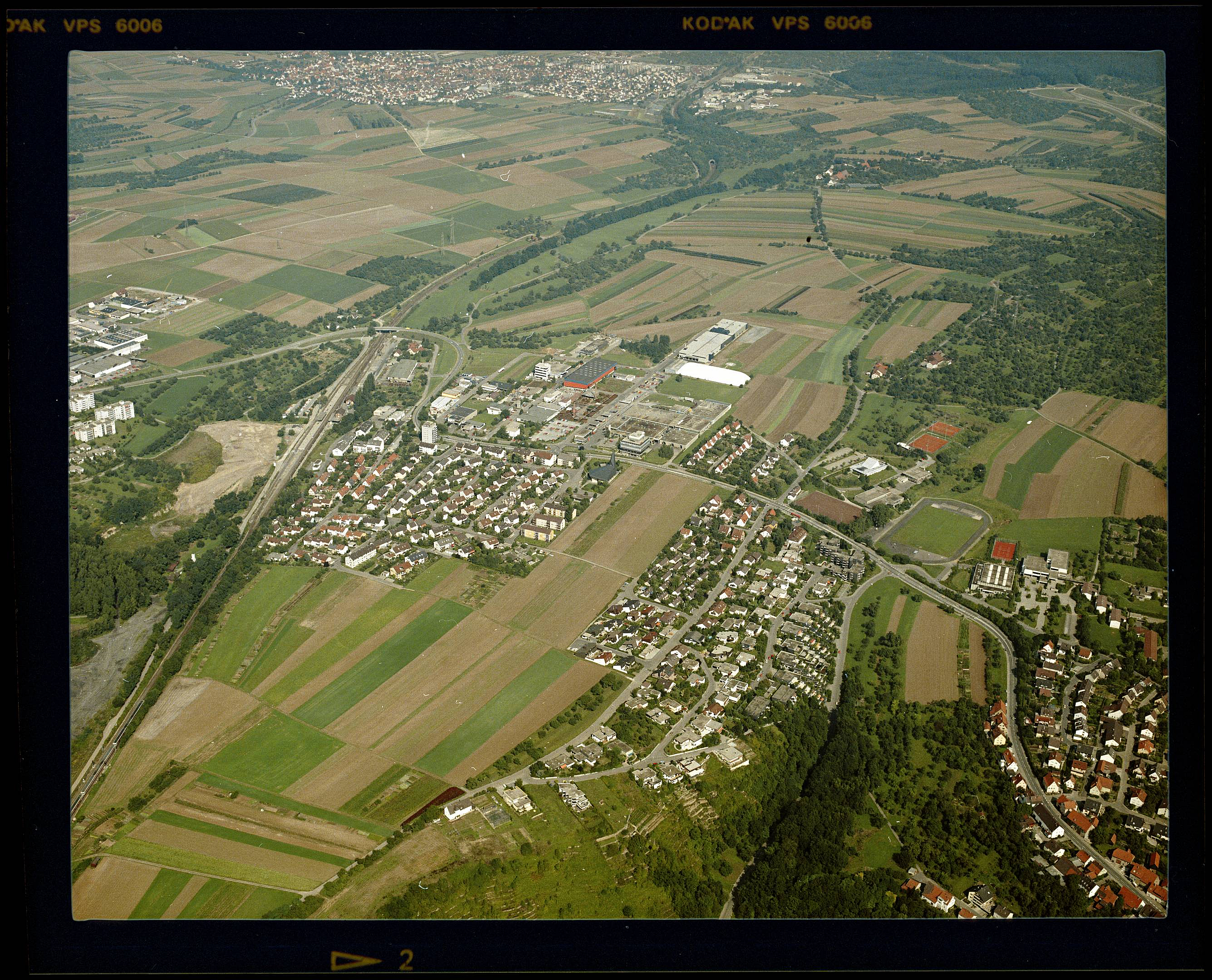
Luftbild von Hirschlauf

Hirschlauf ist ein abgegangener Ort im Stadtteil Neustadt an der Rems der Stadt Waiblingen im baden-württembergischen Rems-Murr-Kreis.

## Lage
Der abgegangene Ort lag auf der Gemarkung von Neustadt. Heute ist Hirschlauf ein Teil des Waiblinger Stadtteils Neustadt. Hirschlauf liegt nördlich von Neustadt und erstreckt sich ohne bauliche Verbindung mit diesem auf dem nächsten rechten Talsporn zur Rems. Die bebaute Fläche übertrifft Neustadt und umfasst im östlichen Teil eine große Industriezone.

## Geschichte
Die Siedlung Hirschlauf wurde 1936 angelegt. Später ist der Ort in der Gemeinde Neustadt aufgegangen, die am 1. Januar 1975 im Rahmen der Gemeindereform in die Stadt Waiblingen eingegliedert wurde.